# Martha Is Dead
Martha Is Dead est un jeu vidéo de survival horror développé par le studio italien LKA, et édité par Wired Productions, sorti le 24 février 2022 sur consoles, et le 6 octobre 2022 sur Amazon Luna.

## Synopsis
L'histoire débute en 1929 par un flashback dans lequel la petite Giulia K. écoute l'histoire de la dame blanche que lui raconte sa nourrice. D'après la légende, une jeune femme aurait été tuée par son amoureux qui avait découvert qu'elle l'avait trompé avec un autre homme. Fou de rage, il l'étrangle et jette son corps dans un lac. Avouant son crime peu après, il est condamné à mort et pendu par les habitants de son village. Revenue d'entre les morts, le fantôme de la jeune femme sortirait désormais des eaux du lac pour assassiner des jeunes femmes lui ressemblant. 
L'histoire principale fait ensuite un bond en avant, en 1944, alors que la Seconde Guerre mondiale en Italie touche à sa fin. Dans un petit village de Toscane, Giuilia K. est devenue une belle jeune femme et est sortie au bord du lac pour prendre quelques photos. Elle remarque alors un corps flottant à la surface de l'eau et après l'avoir repêché, elle découvre qu'il s'agit de sa sœur jumelle Martha. Convaincue que sa mère lui a toujours préféré sa sœur, Giulia décide alors de prendre l’identité de sa jumelle. Ce choix va avoir des conséquences irréversibles et entraîner Giulia dans la folie. 

## Système de jeu
Martha Is Dead est un jeu en vue subjective. L'objectif du joueur est d'accomplir différentes quêtes pour élucider les causes de la mort de Martha. Il peut s'agir de photographier des éléments importants, trouver le moyen d'accéder à certains endroits précis, trouver des documents expliquant le déroulement des événements, etc. Certaines quêtes sont facultatives alors que d'autres doivent impérativement être complétées pour avancer dans l'histoire. Les événements du jeu se déroulent dans un espace relativement restreint comprenant la maison familiale, les bois alentours et le lac. Certains endroits sont facilement accessibles alors que d'autres nécessiteront une exploration beaucoup plus poussée pour être découverts. 
Au cours de l'aventure, le joueur sera amené à faire certains choix (réponse lors de conversation, choix de vêtements, etc.) qui peuvent avoir une influence sur le déroulement des événements. Jeu d'horreur psychologique, Martha Is Dead ne comprend pas de phase de combat à proprement parler. 

## Polémique
Martha Is Dead a fait l'objet d'une polémique après que le jeu ait subit la censure lors de sa sortie sur les consoles PlayStation. Les changements comprennent la suppression de l'interactivité de certaines scènes graphiques et la suppression des références à la masturbation. Le jeu n'a pas été censuré sur d'autres plateformes.

## Accueil
Globalement, Martha Is Dead a été accueilli de manière mitigée sur l'agrégateur Metacritic.
Côté francophone, le site web spécialisé Jeuxvideo.com lui attribue la note de 15/20 et vante son intrigue captivante, la mise en scène, la beauté des environnements et la qualité du travail sonore. En revanche, Gamekult se montre très critique avec une note de 3/10, dénonçant une « vision du deuil poussive et grossière. » Martha Is Dead a également fait parler de lui pour la violence de certains scènes, ce qui entraîna sa censure sur les consoles de Sony.